# Gröditscher Landgraben
Der Gröditscher Landgraben ist ein Meliorationsgraben und orographisch rechter Zufluss der Pretschener Spree im Landkreis Dahme-Spreewald in Brandenburg.

## Verlauf
Der Graben beginnt auf einer landwirtschaftlich genutzten Fläche, die sich nördlich von Radensdorf, einem Ortsteil der Stadt Lübben, befindet. Dort fließen mehrere in Nord-Süd- bzw. Süd-Nord-Richtung angeordnete Seitenarme auf einen in westlicher Richtung angeordneten Hauptarm zu, der sich auf einer Länge von rund 2,6 km erstreckt. Anschließend fließt er in nordwestlicher Richtung, unterquert die Bundesstraße 87 und schwenkt in nördlicher, später in nordöstlicher Richtung. Er erreicht die Gemarkung der Gemeinde Märkische Heide und verläuft auf einer Länge von rund fünf Kilometern in nördlicher Richtung westlich dessen Ortsteils Biebersdorf. Auf der gesamten Länge fließen weitere Seitenarme aus landwirtschaftlich genutzten Flächen zu. Er passiert den westlich gelegenen Ortsteil Dürrenhofe. Dort besteht – je nach Wasserstand – eine Verbindung zum Grenzgraben Dürrenhofe, der die nördlich gelegenen Flächen entwässert, während der Gröditscher Landgraben vorzugsweise die südlich hiervon gelegenen Flächen bedient. Nördlich von Dürrenhofe schwenken beide in Richtung des weiteren Ortsteils Gröditsch. Dort fließt von Südwesten kommen der Krugauer Stallgraben zu. Nördlich des Ortsteils fließt der Graben in nordöstlicher Richtung weiter und nimmt dabei erneut Wasser aus mehreren unbenannten Seitenarmen auf. In Höhe des Ortsteils Pretschen schwenkt er in vorzugsweise nordwestliche Richtung und entwässert nordöstlich von Pretschen in einem Waldgebiet schließlich in die Spree.